# Turdus ludoviciae
Turdus ludoviciae е вид птица от семейство Turdidae. Видът е световно застрашен, със статут Уязвим.

## Разпространение
Видът е разпространен в Сомалия.